# 太上洞淵神咒經
《太上洞淵神咒經》，又稱《洞淵神咒經》，道教天師道經書，今本20卷，於東晉末年至五代時分階段完成。經文假託太上道君之言，指出世人作惡多端，不信道教，以致魔王鬼兵橫行世間，賊害生民。經文宣稱大劫將至，洪水滔天，唯有奉受《太上洞淵神咒經》可消災伏魔，躲避劫難，遇見真君李弘治世。太上與諸天魔王鬼王立下誓約，共同遵守道教，護佐奉道者和為民除害，道士法師秉持太上所賜的威力，能驅遣天丁力士等，敕令魔王鬼王聽命。《太上洞淵神咒經》救濟道民之法，為轉經、作齋及寫經供養，以積累功德，其齋法頗受靈寶經影響。《正統道藏》本外，現存敦煌文書中有《太上洞淵神咒經》寫本殘本卅多份。從六朝到唐代，《太上洞淵神咒經》衍生出一批神咒齋儀，後世送瘟習俗也受此經影響。

## 成書與年代
唐末五代道士杜光庭假托西晉末年，太上道君把《太上洞淵神咒經》授予道士王纂:122。李豐楙和穆瑞明（Christine Mollier）都指出《太上洞淵神咒經》乃天師道道經:133:271；呂鵬志指出經文語言接近口語，應是江南民間道士所作:176、174；而小林正美則認為此經乃「葛氏道」所撰:357。左景權認為，《太上洞淵神咒經》提及劉裕北伐收復長安事，原為劉裕而作，用以宣揚天命所歸:124、131。劉屹反駁此說，指出此經主要目的並非為劉裕代晉做政治宣傳:237。
《太上洞淵神咒經》分階段形成，大淵忍爾和李豐楙都指出頭10卷在江南所作，晉末宋初時形成卷1及卷5，梁末陳初形成卷2及卷3，陳隋之際形成卷4、卷6至卷10:353:433。小林正美也贊同《太上洞淵神咒經》二卷本（卷1、卷5）和四卷本（卷1至卷3、卷5）較早形成，卻認為十卷本早在大約劉宋中期成書:357、360。吉岡義豊則認為，《太上洞淵神咒經》前十卷是在400年（隆安四年）至478年（昇明二年）之間撰寫的:353。穆瑞明和呂鵬志都認為，《太上洞淵神咒經》前十卷及卷19、卷20都撰寫於五世紀初，而最初的經書只有十卷；五代初年杜光庭擴充其書，把一早出世的卷19、卷20及在唐代寫成的八卷經文匯編為《太上洞淵神咒經》廿卷本:270:174。劉屹則指出，廿卷本卷19及卷20其實後於而非與前十卷同時作成；唐末以後，流傳世間的神咒齋儀收編進《太上洞淵神咒經》，成為後十卷的部份內容:230-231，原來單行的《太上洞淵說請雨龍王經》被收進卷13前半部，而《太上召諸神龍安鎮墳墓經》收編進卷17；廿卷本則成書於杜光庭以後，並不為杜光庭所知:232。

## 內容主旨

### 信仰
《太上洞淵神咒經》提出末世論與救世主信仰:139，主旨是其末世預言:271，宣稱大劫即將來到，到時疫氣縱橫，疫鬼竄行:237，洪水滔天，鬼兵魔王賊害生民:174，甲申年洪水將起，盡滅邪惡之人:272，唯有奉受《太上洞淵神咒經》，行「三洞之法」（「三洞」就是指《太上洞淵神咒經》），則可消災伏魔:174-176，躲避大劫之災，並可遇見真君治世:237。到壬辰年，:272太上老君將應運轉世，以真君李弘身份下凡，為政治與宗教的救世主，此說融合老君轉世與彌勒菩薩下生的神話:140。經文說「真君者，木子弓口」，乃以拆字格組成「李弘」名字:126。今世受經奉道之民皆為「種民」，將來要輔佐真君:141，在李弘治下的太平國度長生不死:272。道士、法師能解救災難，完成任務後可度世昇仙，領導種民輔佐真君:141。
《太上洞淵神咒經》經文都假託是太上道君之言:175，獨尊太上道君（又稱太上大道君），經文都出之以「道言」方式:135。卷首襲用道經造構神話，講述太上說法而真人蔚明羅稟告，綜括下界的罪惡，「世人積惡，不信道法」。太上道君心腸慈悲，憐愍一切眾生，希望眾生信道得教:135-136。人世災禍，源於人不修正逆，綱常失序，導致故炁魔鬼與敗軍死將聚結，風雨不時，疫病流行。上天悲憫，降下《太上洞淵神咒經》，由道士法師流佈世間，期望能導正世人歸依經咒，專心誦持，則能感應真靈，驅除毒癘:152。是經卷11卷首再以道經出世的神話開卷，元始天尊在元陽上宮說法時，真人蔚明羅等稽首上稟，指六天故炁成災云云:438。
《太上洞淵神咒經》中神魔雖然對立抗衡， 但都受至尊者管轄。魔鬼諸王也屬天界，也需聽命於太上道君，因為下界作惡多端，不信道法，為懲罰惡人，率領或縱放諸疫鬼、病鬼來為禍:145、143。魔王是眾鬼癘疫的統帥，帶領億萬鬼兵隨著劫運的降臨而橫行人間，危害蒼生。鬼帥中很多是「敗軍死將」，或未得善終的人物:235，多為歷史上的將軍，如李陵、李信、董玄珂、殷仲堪，或是姓名奇怪的憂連長、句留般。他們魂魄飄泊不定，出沒無常，不受「死籍」的約束，一旦地上之人善少惡多，他們就聚集邪王、鬼王作惡:142-143。當中鬼數之多、病數之眾，動輙以億萬數。鬼主如鍾士季、劉元達，都為世人祠祀，卻又領兵作祟:436-437。太上與諸天魔王鬼王立下誓約，共同遵守道教，護佐奉道者和為民除害:136。魔王率領的鬼兵也要聽從太上道君的差遣，魔王和鬼兵侵害的是那些不奉道法的人，而虔心奉道的人則不僅不會受鬼兵侵害，危難之際還會得到鬼兵護祐:236。世間災厄，源自人不信道與邪鬼殺人。太上可驅遣天兵天將，指令魔王鬼王，解除各類邪魔以消災解難:138-139。道士法師是解救者，秉持太上所賜的威力，能驅遣九天力士、天丁力士、天殺大兵，敕令魔王、鬼王聽命，勸誘其懲罰已夠，宜於收手；若不聽不從，則以咒語威嚇要斬之殺之而不恕，使其頭破身裂作碎片:144。
《太上洞淵神咒經》像天師道一樣反對民間宗教祭祀:180，批評民間祠廟為「血食」、淫祀，使愚人不能得到正教:134，呼籲收捕民間巫覡的血食之鬼。經文強調不可祠祀敗軍死將，因為他們會作祟殺人，只有「社竈」二神可以按時節規定祭祀。這些主張和同時代天師道經典《三天內解經》、《陸先生道門科略》的說法是一致的:180。在卷8至卷10，《太上洞淵神咒經》抨擊對天師道不敬不信的人當落入地獄:134。人生前作惡，死後魂魄不能有所憑依或轉昇天界，則淪入地獄受三塗五苦；疫鬼、病鬼漂蕩世間時間有血食，亦可能被打入地獄受苦:144。經文又批評不信道甚至誣蔑道法的為盲人愚人、惡人罪人，敗軍死將將統領鬼兵作亂，懲罰不信道法、作惡多端者:140。《太上洞淵神咒經》也批判黃赤道士的房中技法，批評奉道者諸般不軌事情，有意整頓天師道:486。

### 儀式
《太上洞淵神咒經》救濟道民之法，為轉經、作齋及寫經供養。單受神咒一經，即可伏魔驅鬼。經書宜於靜室供養，受經供養的最大功用，是辟除鬼祟:145-147。《太上洞淵神咒經》聲稱唱誦此經能治病伏魔，鼓勵道士、法師和受經者到處轉經，廣行濟度:176-177。世上壞人作惡，不信正道，太上遣大魔王、大鬼王統領各種鬼王進行大驅除，只有奉道的種民因能信持道法，在法師轉經行道後獲得解救:434。《太上洞淵神咒經》受靈寶經影響，經文記述受道後要醮祀五帝，這是來自靈寶經的儀式:147、180-181。上章方式中，《太上洞淵神咒經》偏好口章，不用紙墨；章儀通常是和修齋、轉經和醮儀結合在一起。經文並認為「三洞法師」高於天師道，若得三洞道士行儀治病，便不用上章:178-179。
《太上洞淵神咒經》鼓勵道士法師到處為人建齋作齋，治病救人:177。卷7至卷10紀錄了繁簡大小一不同的齋法。有一日一夜的齋法，也有長一日二夜等:148-149。其齋儀借用自佛教齋法與道教的靈寶齋，規定修齋日數為三日，每日三時或六時行道，並要「禮拜十方」，都和靈寶齋相同。在齋中要講經說法，稱「齋講」。《太上洞淵神咒經》還從靈寶齋引入了時節齋，提到八節齋和三元齋:177，並模擬靈寶經的救度儀式，宣傳救度亡人，聲稱可以通過唱誦此經遷昇亡人，天神一旦聽到轉經，就會遣仙人打殺魔王，「十煉生屍」。這是道教中較早用「齋」稱度亡儀式的例子:178。《太上洞淵神咒經》教導作齋時使用步虛科儀，禮拜須配合方位與次數，與當時盛行的靈寶經《五篇真文》的「五方炁」有關。正月二月三月則宜在水上作大會，由多戶人家聯合修建此齋，以辟除水災:148-150，或驅送瘟疫諸鬼:442。經文把舊有醮祀五帝的儀式，轉化為水上集會作醮的儀式，稱末世來到，疫鬼為害，戰爭來臨時行此儀式可以消災滅禍:181。道士為人寫經、建齋，可增益功德。道士具有功德，遵守齋戒，方能獲得太上賜予的威力，可以驅遣和敕使天丁力士，震懾鬼王，剋治疫病諸鬼:150-151。《太上洞淵神咒經》後十卷亦有不少齋儀的內容:224。

## 佛教色彩

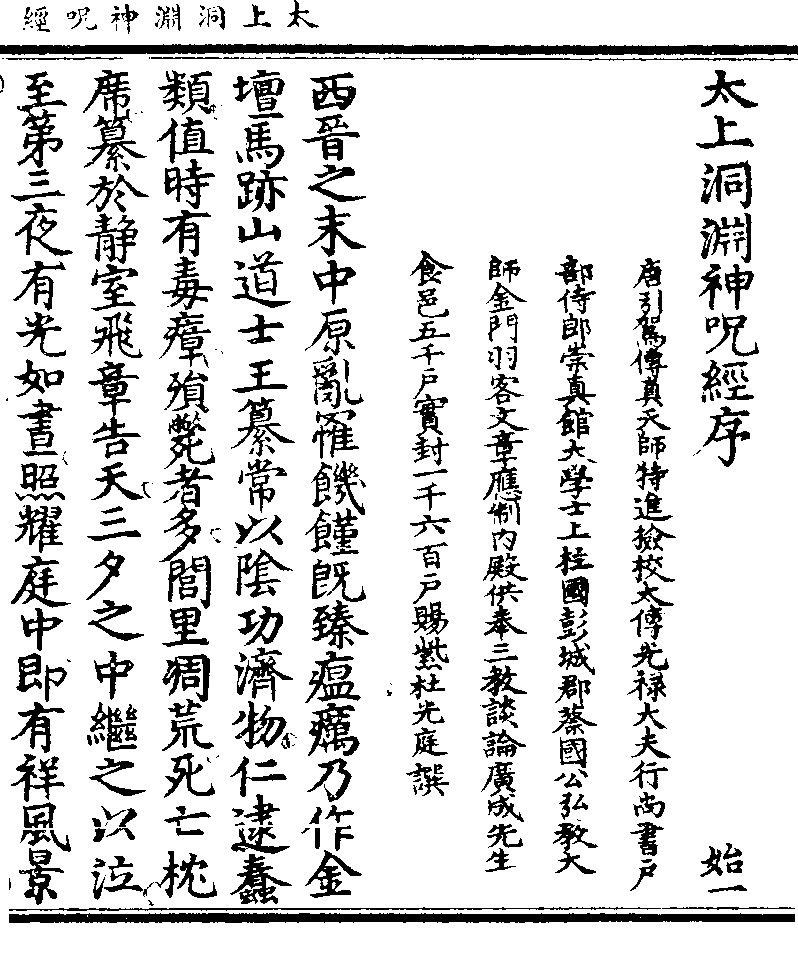
《正統道藏》本《太上洞淵神咒經》書影

《太上洞淵神咒經》頗受佛教影響，其佛教色彩可能是自靈寶經借過來的。經文都假託是「道言」，取用了靈寶經從佛教引入的宣教方式:175。《太上洞淵神咒經》常提到「轉經」，乃借自佛教的唱誦經典儀式，和佛教的「轉法輪」相關:176。《太上洞淵神咒經》中齋儀也是從當時流行的佛教齋儀借過來的，依佛教齋法設「菜食」之齋，斷絕葷、酒，「一日一食，過中不餐」；又接受到佛教半月齋戒一次（初一、十五）的做法:177-178。經文借用佛教的「神咒」概念，強調神咒靈驗有效，然而經文中的神咒並不具有佛教「神咒」（「陀羅尼」）的形式:176。《太上洞淵神咒經》又接受佛教的魔（mara）鬼說，組成繁複的魔界，神界也出現眾多的大神、力士:142。

## 抄本
敦煌文書中發現的《太上洞淵神咒經》前十卷寫本有30多件:224，均為敕寫本及精寫本:120。唐高宗對《太上洞淵神咒經》特加表揚，664年（麟德元年）敕使道士為太子李弘抄寫此經，借經中「木子弓口」之語，以證明太子李弘上應符讖，為天授君王:128。武則天也有意利用李弘應讖當王的圖讖信仰:483。唐高宗敕令寫經，亦為了增益功德，並為太子祛病:485、498。與唐抄本相比，明代《正統道藏》本經文略有改易:130，把李弘之名幾乎完全抹除:234。

## 影響
《正統道藏》中，題名「神咒」的道經約有十餘部，大多與《太上洞淵神咒經》有關，可說是以《太上洞淵神咒經》為核心而形成的經系:133。《太上洞神洞淵神咒治病口章》是本諸《太上洞淵神咒經》中的口章而編撰的上章儀典，大約在南北朝時問世:178。從六朝到唐代，《太上洞淵神咒經》衍生出一批神咒齋儀:232，杜光庭刪定《神咒經》系齋儀，撰成齋法三部：《太上洞淵三昧神咒齋懺謝儀》、《太上洞淵三昧神咒齋清旦行道儀》及《太上洞淵神咒齋十方懺儀》，其儀式與《太上洞淵神咒經》配合運用。杜光庭刪定時以六朝舊有的齋儀為主，而另行增益新出的天尊名號:442、444。後世的送瘟習俗有受《太上洞淵神咒經》影響，約在宋元時成書的《太上洞淵辭瘟神咒妙經》直接從《太上洞淵神咒經》發展出來，經文假託元始天尊在上陽宮敷演教法，取諸《太上洞淵神咒經》卷11冒頭元始天尊在元陽上宮說法的神話:449。《太上洞淵辭瘟神咒妙經》後來曾被江西南昌附近及福建漳州、泉州道士所運用，為屬於《神咒經》系辟瘟經至今仍用於民間道士的實例。《神咒經》系中驅送瘟疫之神洞淵天尊成為一位關鍵性的驅除大神，至今仍保存於地方道士和瘟儀式的抄本中:448、452。

## 延伸閱讀
- 周西波.  (PDF). 《敦煌學》. 2021, 37: 51–73  [2025-04-28] （中文（繁體））.
- 卿希泰. . 《四川師範大學學報：社會科學版》. 2008, 35 (5): 44–47  [2025-04-28] （中文（简体））.
- 楊建華. . 《中國道教》. 2003, 3: 13–16  [2025-04-28] （中文（简体））.